# 维克托·彼得罗维奇·克拉夫琴科
维克托·彼得罗维奇·克拉夫琴科（羅馬化：Viktor Petrovich Kravchenko；1941年5月15日—）生于顿河畔罗斯托夫，是苏联三级跳远运动员，曾于1964年夏季奥林匹克运动会三级跳远比赛里获得铜牌。